# Бернар, Поль
Поль Рено Бернар (фр. Paul Renaud Bernard; 21 сентября 1898, Вильнёв-сюр-Ло, Франция — 4 мая 1958) — французский театральный и киноактёр.

## Биография
Поль Бернар родился 21 сентября 1898 в Вильнёв-сюр-Ло (департамент Ло и Гаронна во Франции) в скромной семье. Работал в аппарате Министерства финансов Франции. Во время Первой мировой войны участвовал в боевых действиях, был ранен. После войны Бернар учился на курсах драматического искусства в Парижской консерватории.
Поль Бернар дебютировал в кино в 1922 году. В 1924 году впервые выступил на театральной сцене. Первую заметную кинороль Бернар сыграл в фильме «Пансион «Мимоза»» (1934) режиссёра Жака Фейдера. С 1937 года до середины 1940-х работал преимущественно в театре.
За время своей кинокарьеры Поль Бернар снимался у таких известных французских режиссёров, как Саша Гитри («Мой отец был прав», 1936), Жан Гремийон («Летнее свет», 1943; «Белые лапки», 1949), Жюльен Дювивье («Паника», 1946), Кристиан-Жак («Безнадежное путешествие», 1943), Робер Брессон («Дамы Булонского леса», 1945), Андре Кайата («Роже-Ганьба», 1945), Рене Клеман («Проклятые», 1947) и др.
В конце 1940-х годов Поль Бернар решил полностью посвятить себя работе в театре. Он продолжал сниматься в кино, но небольшие роли не имели успеха.
В 1958 году Поль Бернар, несмотря на болезнь, продолжал репетиции постановки «Чучела» по произведению бельгийской писательницы Доминик Ролен, премьера которой состоялась на сцене парижского театра Œuvre в апреле 1958 года. Во время одной из репетиций актёр был госпитализирован. Через несколько дней, 5 мая 1958, Поль Бернар умер от рака на 60-м году жизни.